# ちっちゃい島のでっかいガール
『ちっちゃい島のでっかいガール』（ちっちゃいしまのでっかいガール）は、あおいましろうによる日本の青年漫画作品。講談社のウェブコミック配信サイト『コミックDAYS』で2021年10月19日から2022年6月7日まで連載された。全31話、単行本は全3巻。
別名義（福袋あけ美）でライトノベル原作のコミカライズ作品『昨日、助けていただいた魔導書です』（原作・森田季節）を連載した経験のある作者の初オリジナル作品。企画段階では海から出現した怪獣と巨大娘のバトルを描いた漫画を想定していたが、そこからバトルや破壊の要素を排除して行った結果、孤島で普通の大きさの人々と巨大化した少女が日常生活を送る設定が形成されて行った。主人公のみくるが同年代平均の約10倍に当たる「身長15メートル」という設定は「ギリギリ共存できるかなと思ったライン」「お友達を手に乗っけたかった」ことが理由とされている。
プロトタイプは「DAYS NEO」にネームを投稿した『巨大少女はパンツの夢を見る』と題する作品で、モーニング編集部からのオファーを受けて『コミックDAYS』での連載化が決定。同年10月19日から2022年6月7日まで、毎週火曜日に掲載された。
単行本は全3巻。担当編集者がモーニング編集部に所属する関係上、レーベルはモーニングKCとして扱われている。

## ストーリー
都会育ちで読者モデルになるのが夢の女子中学生・三輪しげるは家庭の事情により、2年生への進級と同時に母方の実家である孤島へ引っ越し、祖父母と暮らすことになった。島ではスマホの電波は入るが娯楽は無く商業施設は共同売店1軒のみで退屈を持て余し散策していたところ、港の倉庫で外界から匿われるように暮らす身長15メートルの巨大な美少女・藤田みくると出会った。しげると同学年で新学期から同じ分校の生徒になるというみくるは原因不明の急成長で巨大化し、サイズの合う服が無いのでブルーシートに穴を開けて紐をベルト代わりにした衣装に飽き飽きしており、しげるに「同年代の女の子と同じようにおしゃれをしてみたい」と内に秘めた思いを語ったことで「体は巨大でも、中身は同年代の可愛い女の子」だと言う事実に気付かされる。
しげるが港の突堤をランウェイ代わりにポーズを決めるみくるをスマホで動画撮影し「みくるちゃんの可愛さを世界中の人に見てもらいたい」と言う出来心でその動画を配信サイトにアップロードしたことで騒動になるが、同級生で都会の生活に憧れる相川りんの機転で騒ぎは収まった。だが、噂を聞きつけたテレビ局のクルーが島で正体不明の巨大少女を捜索し始めたのが原因で、さらなる騒動が巻き起こる。

## 登場人物
藤田 みくる（ふじた みくる）
主人公。両親を海難事故で亡くし、港の倉庫で1人暮らしをしている。生まれた時は普通の大きさだったが、小学校高学年の頃から原因不明の急成長により同年代の平均より10倍以上も巨大化し、身長15メートルになってしまった。
島外に自分の存在がばれたら実験体として酷い目に遭わされるのではないかと警戒しており、島民から匿われるように暮らしていたところでしげると出会う。そして、周囲の協力で巨体に起因する不自由な生活を克服しながら心を開いて行く。
三輪 しげる（みわ しげる）
もう1人の主人公。都会育ちで読者モデルに憧れる中学2年生。新学期より母方の実家である島で祖父と暮らすことになり、みくると出会ってから彼女の巨体に起因する生活の不自由さを克服するために色々と協力するようになる。
都会的なファッションセンスは島育ちのみくるやりんから羨望の的になっているが、島では引っ越す前に毎月購読していたファッション雑誌が入手しづらいのが悩み。
相川 りん（あいかわ りん）
みくるの幼馴染みで、しげると同級生になった女子中学生。動画編集が得意で、しげるがアップロードしたみくるの動画で騒動が起きた時に偽のネタバレ動画を作成して鎮静化させた。しげると出会った当初はみくるの存在を表に出すことに否定的だったが、交友関係の進展と共にみくるの自主性を尊重するようになって行く。

## 書誌情報
- あおいましろう『ちっちゃい島のでっかいガール』、講談社〈モーニングKC〉、全3巻
  1. 2022年2月9日初版、同日発売 ISBN 978-4-06-526879-7
  2. 2022年5月11日初版、同日発売 ISBN 978-4-06-527860-4
  3. 2022年9月14日初版、同日発売 ISBN 978-4-06-529233-4